# Zuino
Zuino è una frazione collinare di circa 80 abitanti del comune di Gargnano.

## Storia
(Bongiovanni Grattarolo, Historia della Riviera di Salò)
La zona testimonia tramite numerose lapidi ed epigrafi delle cospicue presenze di popolazioni, in zone limitrofe, risalenti fin dall'epoca dei romani.
La più antica fonte a noi nota cita il villaggio come Zovino nella prima metà dell'XI secolo, in una vecchia pergamena medioevale datata 5 gennaio 1140. I fondi circostanti furono di rilevante importanza almeno sino alla metà del 1400 per ciò che riguardò la presenza del monastero di S. Pietro in Monte (circa 1042 - 1446). In particolare, l'abate in forza di tale istituzione Alberto de Cenatho, nonostante la notevole distanza per l'epoca (esso si trovava nei pressi dell'odierna Serle), si dimostrava particolarmente interessato ai possedimenti terreni della zona, in quanto particolarmente fertili e produttivi.
Il toponimo Zuino (il cui nome si è evoluto da Zovino nel 1140 a Zuvino dal 1197 sino alla fine del secolo), secondo alcuni deriverebbe da "piccolo giogo", per altri invece da "zuigno", termine dell'epoca per identificare una cascina, derivante dal nome latino "Sivinius".
Più anticamente, almeno sino all'anno 1196, l'intero latifondo fu feudo del vescovo di Brescia, che amministrava le rendite ovviando ai compiti ecclesiastici. Tra il 1600 ed il termine dell'era della Repubblica di Venezia gli statuti rinvenuti nel tempo dimostrarono che Gargnano si stava in un qualche modo accentrando, grazie alla divisione numerica di 3 apposti consiglieri scelti tra gli abitanti di Zuino per l'amministrazione locale. Il villaggio, colto da un passato parecchio complesso in termini di istituzioni municipali, ha fatto parte (insieme a Fornico e Viavedro, oggi Villavetro) sino agli inizi del 1800 (anni che seguirono la emergente riforma napoleonica durata per poco) di una municipalità avente capoluogo Bogliaco e talvolta invece è comparso in solitario con la denominazione Zuino con Viavedro. 
Posteriormente al 1800 ed in particolare con l'inclusione di Gargnano nel Dipartimento del Mella l'abitato comincia ad apparire solamente come una terra di meno rilevante importanza, per poi divenire frazione del comune di Gargnano.

## La Chiesa della Madonna della Neve
Sulla salita della stretta Via Alpestre - fino al 1898 Strada Comunale di Magno ma oggi conosciuta anche come Via del Cisternino per la presenza di una piccola cisterna d'acqua nel tratto iniziale della salita che porta a Navazzo - contigua alla strada è presente la chiesa della Madonna della Neve, risalente circa al 1630 ma con particolarità dei lustri precedenti.

## Orografia e Toponimi locali del borgo
Il villaggio è posto su scoscese viuzze oscillanti tra 220 e 260 metri sul livello del mare, che nonostante siano sostanzialmente quattro strade, hanno cambiato nome nel tempo.
Il borgo rimane delimitato a Nord-Est dalla Valle del Triol scavata dall'omonimo ruscello, avente origine poco più in basso della frazione di Formaga. Da Zuino ha origine l'attuale Via del Triol, strada vicinale sterrata che sbuca sulla Strada Provinciale 9. Questa strada in passato era nota semplicemente come "Via Zuino", e consentiva di raggiungere la parte nord orientale del comune in maniera celere. Oggi Via Zuino è invece la via che sale da Villavetro e che termina nell'innesto con Via Alpestre presso la chiesa della Madonna della Neve.
Dal lato Nord-Ovest un impervio bosco sale di quota per raggiungere la località di Sostaga, poco sotto Navazzo. Anticamente la parte più bassa di tale rilievo era una località conosciuta come L'Eschio, forse in quanto intensamente alberata. A sostegno di questo raro toponimo era presente nella mappa anche la Strada Comunale dell'Eschio, attuale Via del Cacciatore contigua alla Via del Triol, discendente nell'omonima valle citata in precedenza. Constatata l'assenza di menzione nelle più recenti e dettagliate carte topografiche, tale località si è del tutto estinta ed inglobata a Zuino negli anni '50 del 1900.
L'interno dell'abitato è attraversato da una via ciottolata che passa sotto ad un volto, anticamente denominata Via Maestra.
Più a Sud si raggiunge l'abitato di Fornico con l'attuale Via Zuino, anticamente Strada Comunale di Villa, così chiamata perché proveniente dall'omonima attuale frazione di Gargnano.